# دان دی
دان دی (انگلیسی: Don Dee; ۹ اوت ۱۹۴۳ – ۲۶ نوامبر ۲۰۱۴) بازیکن بسکتبال اهل ایالات متحده آمریکا بود.
از باشگاه‌هایی که در آن بازی کرده‌است می‌توان به ایندیانا پیسرز اشاره کرد.
وی در مسابقات کشوری و بین‌المللی در مجموع برندهٔ ۱ مدال طلا شده‌است.